# Б'єнвілл (Луїзіана)
Б'єнвілл (англ. Bienville) — селище (англ. village) в США, в окрузі Б'єнвіль штату Луїзіана. Населення — 191 особа (2020).

## Географія
Б'єнвілл розташований за координатами 32°21′48″ пн. ш. 92°58′36″ зх. д. / 32.36333° пн. ш. 92.97667° зх. д. (32.363343, -92.976590).  За даними Бюро перепису населення США в 2010 році селище мало площу 28,62 км², з яких 28,59 км² — суходіл та 0,04 км² — водойми.

## Демографія
Згідно з переписом 2010 року, у селищі мешкало 218 осіб у 105 домогосподарствах у складі 63 родин. Густота населення становила 8 осіб/км².  Було 159 помешкань (6/км²).
Расовий склад населення:
| - 64,7 % — білих - 34,9 % — чорних або афроамериканців - 0,5 % — корінних американців |

До двох чи більше рас належало 0,0 %. Частка іспаномовних становила 2,8 % від усіх жителів.
За віковим діапазоном населення розподілялося таким чином: 15,1 % — особи молодші 18 років, 69,3 % — особи у віці 18—64 років, 15,6 % — особи у віці 65 років та старші. Медіана віку мешканця становила 47,3 року. На 100 осіб жіночої статі у селищі припадало 107,6 чоловіків;  на 100 жінок у віці від 18 років та старших — 101,1 чоловіків також старших 18 років.
Середній дохід на одне домашнє господарство  становив 49 327 доларів США (медіана — 40 278), а середній дохід на одну сім'ю — 58 142 долари (медіана — 43 750). За межею бідності перебувало 4,6 % осіб, у тому числі 9,5 % дітей у віці до 18 років та 2,9 % осіб у віці 65 років та старших.
Цивільне працевлаштоване населення становило 99 осіб. Основні галузі зайнятості: роздрібна торгівля — 23,2 %, виробництво — 15,2 %, освіта, охорона здоров'я та соціальна допомога — 15,2 %.